# Eupithecia gigantea
Eupithecia gigantea (en japonés, フトオビヒメナミシャク) es una especie de polilla de la familia Geometridae. La especie fue descrita por primera vez por Otto Staudinger habiendo sido descrita en 1897, con distribución en Rusia, Japón y Corea. El sintipo de la especie fue descrita en los alrededores de Vladivostok. La envergadura es de unos 27 milímetros (1,1 plg).